# 8982 Oreshek
8982 Oreshek eller 1973 SQ3 är en asteroid i huvudbältet som upptäcktes den 25 september 1973 av den sovjetisk-ryska astronomen Ljudmila Zjuravljova vid Krims astrofysiska observatorium på Krim. Den är uppkallad efter fästningen Nöteborg.